# 런던 지하철 1995년식 전동차
런던 지하철 1995년식 전동차(영어: London Underground 1995 Stock)는 런던 지하철의 노던선에서 운행되고 있는 통근형 전동차중 하나이다. 1998년 6월부터 2001년 4월까지 총 106대의 6량 열차가 제조되었으며, 1959년식, 1962년식, 1972년식 열차를 대체하였다. 이 차량은 주빌리선에 사용된 1996년식 열차와 매우 유사하다.

## 역사
런던 지하철은 당시 노던선에서 사용하던 1959년식, 1962년식, 1972년식 열차를 대체하기 위해 106대의 6량 열차를 주문했다. 열차는 GEC 알스톰(이후 알스톰)이 버밍엄의 워시우드 히스(Washwood Heath)에있는 공장에서 제조했으나, 차체는 스페인에서 제조 및 수입되었다.
1996년 제조가 시작되었으며, 1996년 11월 9일 시장 박람회(Lord Mayor's Show)의 일환으로 한 대의 차량이 공개 전시되었다. 첫 열차분은 1996년 12월 20일 루이슬립 차량사업소로 배송되었고, 1997년 초에 시험 운행이 시작되었다. 첫 열차분은 1998년 6월 12일에, 최종 열차분은 2001년 4월 10일에 운행되었다.

## 디자인
1995년식 열차는 주빌리선에 사용된 1996년식 열차와 매우 유사하다. 두 열차는 동일한 차체 설계를 사용하며, 동시에 같은 공장에서 제조되었다. 그러나 기계 및 전기 장비와 관련된 몇 가지 주요한 차이가 있다.
가장 눈에 띄는 차이점은 사용되는 견인 장비의 유형이다. 1996년식 설계 규격은 1991년에 동결되었으며, 즉, 연식에도 불구하고 1995년식이 실제로 더 많은 현대식 장비를 사용했다. 1995년식은 알스톰의 "Onix" 3상 절연 게이트 양극 트랜지스터(IGBT) 드라이브를 사용하는 반면, 1996년식은 465형 네트워커 열차에서 파생된 게이트 턴오프 사이리스터(GTO)를 사용하여 단일 소스 인버터에서 공급되는 3상 유도 모터를 사용한다. 그래서 1996년식과 달리 1995년식은 정지 상태에서 가속할 때 동일한 "기어 변화" 소음을 내지 않는다.
또 다른 주요한 차이점은 사용중인 대차 유형이다. 1995년식은 공기 현가장치가 있는 ADtranz 대차를 사용하여 노던선의 광범위한 지하 구간의 어려운 선로 조건에 대처하는 반면, 1996년식은 고무 현가장치가 있는 있는 알스톰 대차를 사용한다.
다른 차이점으로는 1996년식의 좌석 대신 각 객차 중앙에 접이식 좌석을 장착한 것과 1996년식의 빨간색 LED 대신 여객 정보 표시용 오렌지색 LED를 사용함에 있다.
각 열차는 2대의 3량 차량 유닛으로 구성되며, 각 유닛은 운전실이 있는 동력차(DM), 무동력차(T), 운전실 없는 동력차(UNDM)로 구성된다. 따라서 6량 전동차는 DM-T-UNDM+UNDM-T-DM로 구성되었다. 일부 무동력차에는 선로의 지상 구간을 따라 급전 궤도에 제빙액을 분사하기 위해 제빙 탱크와 도포용 도구가 장착되어 있다. 이러한 차량은 차량번호 뒤에 작은 원으로 표시된다.
1995년식은 무어게이트역, 차링 크로스역, 햄스테드역, 클래펌 커먼역 등의 짧은 승강장에 필요한 선택적 출입문 가동을 사용하는 유일한 고심도 차량이다.

## 개조·보수

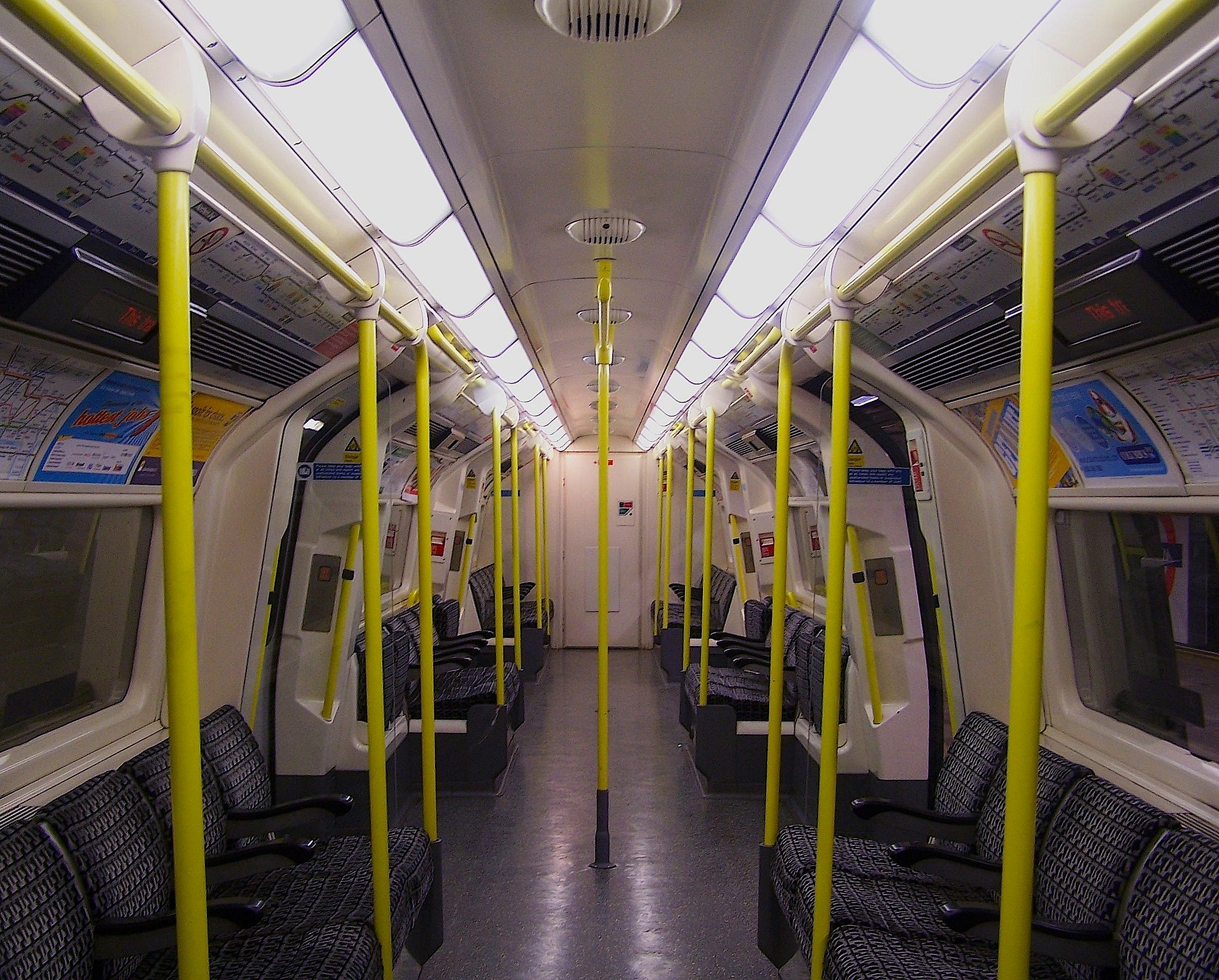
1995년식 전동차의 초기 내부 모습.

2013년부터 1995년식 전동차는 도입된 지 약 15년만에 보수 작업을 거쳤다. 내부에는 출입문에 대비되는 색상의 새 바닥재가 설치되었고, 노란색 그손잡이는 짙은 파란색으로 다시 칠해졌다. 새로운 런던 지하철 표준 "바맨(Barman)" 모켓도 도입되었고, 무동력차에는 휠체어 백보드가 설치되었다. 외부 출입문 열기/닫기 버튼은 도금되었고, 내부 버튼은 시각적 출입문 열기/닫기 경고등으로 대체되었다. 창문은 그래피티를 제거하여 광택을 내고, 외부 장식을 다시 적용했다.
개조는 알스톰에서 진행했으며, 2013년 5월 30일 첫 개조열차가 운행에 들어갔고, 2015년 4월 13일까지 마지막 개조열차가 운행에 들어갔다.

## 유지 관리
알스톰은 2033년까지 운행되는 PFI 계약에 따라 열차를 유지 관리할 책임이 있다. 중앙 차량기지는 골더스 그린역에, 다른 대형 차량기지는 모던에, 두 개의 작은 차량기지는 하이게이트역과 에지웨어역에 있다.